# Amata polyzonata
Amata polyzonata là một loài bướm đêm thuộc phân họ Arctiinae, họ Erebidae.